# クロトル
クロトル（Clothru）は、 中世アイルランドの伝説によると、アイルランド上王であるエオヒド・フェドレフの娘であり、コナハトの女王メイヴの姉妹。彼女の三人の兄弟であるフィンデムナが、王位を求めて父親のエオヒド・フェドレフと戦っていた時、クロトルは兄弟が跡継ぎなしで死ぬかもしれないと心配していた。 彼女は三人を誘惑し、ルギド・リアブ・ンデルグを妊娠した。その翌日に、彼女の兄弟は戦死したため、ルギドが彼らの跡継ぎとして産まれた。ルギドは後にアイルランド上王となり、クロトルの近親相姦は王の系統となった。クロトルの物語は、更に近親相姦で特徴付けられている。クロトルはその後、ルギドと寝て、後にアイルランド上王となったクリムタン・ニア・ナールを妊娠した。クロトルはクリムタンの母親であり、叔母であり、祖母だった。
ロングフォード県のイニシュ・クロトラン島は、彼女に因んで名付けられた。